# Região Metropolitana da Foz do Rio Itajaí
A Região Metropolitana da Foz do Rio Itajaí é uma região metropolitana brasileira. Criada pela lei complementar estadual n° 221 de 2002 foi extinta pela lei complementar estadual n° 381 de 2007 e reinstituída pela lei complementar estadual n° 495 de 2010. É composta por seis municípios (Balneário Camboriú, Camboriú, Itajaí, Itapema, Navegantes e Penha), que formam o núcleo metropolitano, além da área de expansão metropolitana composta por três municípios (Bombinhas, Balneário Piçarras e Porto Belo).
As principais atividades econômicas da região apoiam-se no comércio sustentado pelo turismo. Nessa região, o fluxo de turistas pode superar a marca de 1,5 milhão, alcançada na alta temporada do verão, principalmente no município de Balneário Camboriú. Outra importante atividade econômica é a construção civil, que alavanca o setor imobiliário da região.

## Municípios integrantes
| Núcleo metropolitano                | Núcleo metropolitano | Núcleo metropolitano | Núcleo metropolitano     |
| Município                           | População            | Área (km²)           | Densidade dem. (hab/km²) |
| ----------------------------------- | -------------------- | -------------------- | ------------------------ |
| Itajaí                              | 215.895              | 289,255              | 696,8                    |
| Balneário Camboriú                  | 138.732              | 46,489               | 2679,3                   |
| Navegantes                          | 79.285               | 111,461              | 633,1                    |
| Camboriú                            | 80.834               | 214,5                | 336,9                    |
| Penha                               | 31.764               | 58,783               | 488,5                    |
| Bombinhas                           | 19.193               | 34,489               | 489,9                    |
| Itapema                             | 63.250               | 59,022               | 932,1                    |
| Balneário Piçarras                  | 22.511               | 99,071               | 201,6                    |
| Porto Belo                          | 20.834               | 92,762               | 200,8                    |
| Total área de expansão              | 125.788              | 285,344              | 440,8                    |
| Total geral da região metropolitana | 672.298              | 1005,832             | 668,4                    |

## Foro Metropolitano da Foz do Rio Itajaí Açu
A sociedade civil organizada no ano de 2016 resolveu fundar uma Associação Civil para buscar a implementação efetiva da região metropolitana da Foz do Rio Itajaí Açu.
A associação Foro Metropolitano da Foz do Rio Itajaí Açu a associação não possui qualquer caráter político ou de agremiação partidária, é da sociedade e trabalha para o fomento da melhoria da própria região, tudo isso de forma voluntária. Diante desse panorama e levando em consideração que a região de Itajaí é condensada em vários municípios que, nos dias atuais quase não tem, ou efetivamente não tem mais uma fronteira física e, diante da problemática que isso se traduz para os serviços públicos e privados é que nasceu a ideia da congregação da sociedade civil organizada em uma associação metropolitana, local próprio para debates, sugestões e análises das questões que são afetas a nossa região.
Para a execução das atividades o Foro Metropolitano desenvolve:
- palestras;
- seminários;
- debates;
- congressos;
- cursos;
- conscientização da comunidade, tanto a sociedade civil, tanto quando os gestores públicos, com relação aos benefícios da vida regional.

A associação ao foro é franqueada a todos os que integram a região e desejam se voluntariar para essa causa.

## Transporte coletivo
O transporte coletivo na Região Metropolitana da Foz do Rio Itajaí é composto basicamente por ônibus, sendo utilizado largamente para deslocamento da população residente nos municípios de Itajaí, Balneário Camboriú, Camboriú, Navegantes  e Penha, que formam o núcleo metropolitano, além da área de expansão metropolitana composta por quatro municípios (Bombinhas, Itapema, Balneário Piçarras e Porto Belo).
Ele pode ser dividido em:
- Linhas municipais urbanas de Itajaí (Sistema Integrado de Transporte em implantação) são operadas pela Transportes Coletivos Nossa Senhora da Piedade - Transpiedade Itajaí (anteriormente operadas pela Empresa de Transporte Coletivo Itajaí Ltda., antiga Empresa Circular Ern Ltda.).
- Linhas municipais urbanas de Balneário Camboriú são operadas pela empresa Lond Part S.A. Transportes Urbanos – Expressul (antiga Transul BC)
- Linhas municipais urbanas de Camboriú são operadas pela empresa Camboriú Transporte e Turismo Ltda. – CTT (antiga Cia. Turismo Camboriú)
- Linhas municipais urbanas de Navegantes são operadas pela empresa Viação Nossa Senhora dos Navegantes Ltda. (antiga Transportes Rainha do Sul Ltda., que absorveu empresa de Alquino Albino 'Pitangueira')
- Linhas municipais urbanas de Penha são operadas pela empresa Coletivo Transpenha Ltda.
- Linhas municipais urbanas de Itapema são operadas pela empresa Viação Praiana Ltda.
- Linhas intermunicipais urbanas são operadas pelas empresas: Viação Praiana Ltda., Camboriú Transporte e Turismo Ltda. – CTT e Viação Nossa Senhora dos Navegantes Ltda.
- Linhas intermunicipais rodoviárias são operadas pelas empresas: Auto Viação Catarinense Ltda., Empresa Boqueron S.R.L., Auto Viação 1001 Ltda., Empresa Santo Anjo da Guarda Ltda., Reunidas S.A. Transportes Coletivos, Real Transporte e Turismo S.A., Empresa União de Transportes Ltda., Auto Viação Rainha Ltda., Viação Nossa Senhora dos Navegantes Ltda., Santa Teresinha Transporte e Turismo Ltda., Pluma Conforto e Turismo S.A., Empresa União Cascavel de Transporte e Turismo Ltda. – Eucatur, Viação Itapemirim S.A., Brasil Sul Linhas Rodoviárias Ltda., Unesul de Transportes Ltda., Expresso São Pedro Ltda., Auto Viação Venâncio Aires Ltda. – Viasul e Empresa de Ônibus Nossa Senhora da Penha S.A.